# Ultra Golf
Ultra Golf é um Jogo de videogame do gênero de esporte que foi desenvolvido pela Ultra Games e publicado pela Konami, sendo lançado no Japão em 1 de novembro de 1991 para o Game Boy, console portátil da empresa japonesa Nintendo. O jogo apenas poder ser jogado em Single player.
Os recursos que o jogo possui são a presença de dois "cursos" e um modo de torneio, em ambos os dois modo o jogadore deve ganhar os jogos e ficar em primeiro lugar na posição final para poder competinor nos outros modos. Também tem a possibilidade do jogador poder treinar antes dos campeonatos.